# Liste der Mitglieder des Landtages (Freistaat Schwarzburg-Sondershausen)
Diese Liste gibt einen Überblick über alle Mitglieder des Landtages des Freistaates Schwarzburg-Sondershausen in der 1. (und einzigen) Wahlperiode (1919–1920). Die Wahl fand am 26. Januar 1919 statt. Weiterhin werden die Mitglieder der Gebietsvertretung für Schwarzburg-Sondershausen 1921 bis 1923 gezeigt.

## Sitzverteilung
| Partei            | Stimmenanteil in % | Sitze    |
| ----------------- | ------------------ | -------- |
| SPD und USPD      | 62,85 %            | 10 Sitze |
| DDP               | 16,05 %            | 3 Sitze  |
| DNVP              | 15,32 %            | 2 Sitze  |
| Bürgerliche Liste | 5,79 %             | 1 Sitz   |

Bei der Wahl war eine gemeinsame Liste von SPD und USPD angetreten. Die bürgerlichen Parteien DDP, DNVP und Bürgerliche Liste waren eine Listenverbindung eingegangen.

## Präsidium
Das Präsidium für Landtag bzw. Gebietsvertretung bestand aus:
- Landtagspräsident bzw. Präsident der Gebietsvertretung
  - Wilhelm Bärwinkel (USPD), bis 1. April 1919
  - Kaspar Stang (USPD), ab 1. April 1919
- Landtagsvizepräsident bzw. Vizepräsident der Gebietsvertretung
  - Harald Bielfeld, DDP
  - Ottokar Keil, DNVP
- Syndikus
  - Otto Herwig, bis 19. März 1919
  - Ludwig David, ab 19. März 1919

## Mitglieder
| Name                 | Partei     | Bemerkung |
| -------------------- | ---------- | --------- |
| Wilhelm Bärwinkel    | USPD       |           |
| Harald Bielfeld      | DDP        |           |
| Bruno Bieligk        | USPD       |           |
| Christian Dietrich   | SPD        |           |
| Robert Dornheim      | SPD        |           |
| Friedrich Eck        | USPD       |           |
| Otto Früh            | DDP        |           |
| Friedrich Guckenburg | SPD        |           |
| Josef Heer           | USPD       |           |
| Ferdinand Henze      | USPD       |           |
| Ottokar Keil         | DNVP       |           |
| Hermann Kraußer      | SPD        |           |
| Kurt Lindner         | DDP        |           |
| Paul Lohse           | DNVP       |           |
| Karl Schnobel        | BeaL / DDP |           |
| Kaspar Stang         | USPD       |           |

## Die Gebietsvertretung
Nach dem Beitritt Schwarzburg-Sondershausens zum Freistaat Thüringen wurde der Landtag in die Gebietsvertretung umgewandelt und mit Wirkung vom 10. Februar 1921 auf 10 Mitglieder verkleinert.

### Mitglieder
| Name                 | Partei | Bemerkung                                         |
| -------------------- | ------ | ------------------------------------------------- |
| Harald Bielfeld      | DDP    |                                                   |
| Bruno Bieligk        | USPD   |                                                   |
| Robert Dornheim      | SPD    |                                                   |
| Friedrich Eck        | USPD   |                                                   |
| Friedrich Guckenburg | SPD    |                                                   |
| Karl Güldenapfel     | DNVP   | ab 23. Mai 1921 für Paul Lohse                    |
| Josef Heer           | USPD   |                                                   |
| Ottokar Keil         | DNVP   |                                                   |
| Curt Lindner         | DDP    | bis 14. November 1920. Nachrücker: Wilhelm Renger |
| Paul Lohse           | SPD    | bis 24. April 1921. Nachrücker: Karl Güldenapfel  |
| Wilhelm Renger       | DDP    | ab 24. Januar 1921 für Curt Lindner               |
| Caspar Stang         | USPD   |                                                   |